# والیبال در المپیک تابستانی ۱۹۹۶

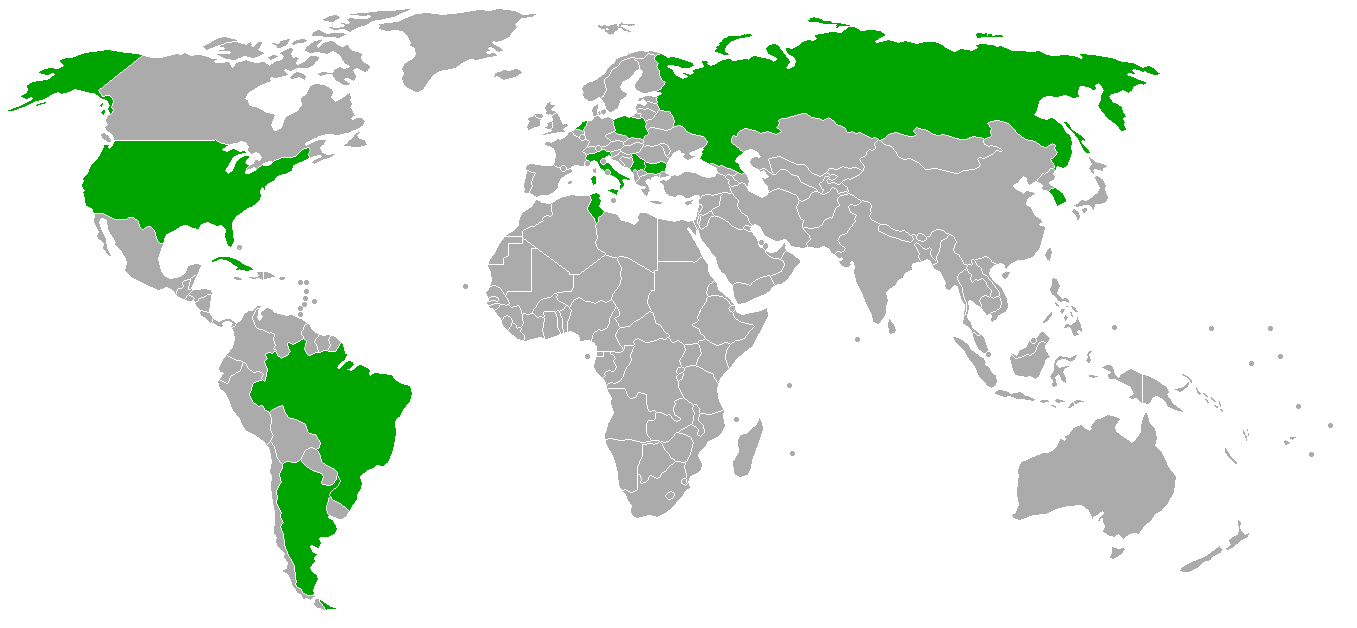
کشور های حاضر در مسابقات

والیبال در بازی‌های المپیک تابستانی ۱۹۹۶ نام رویداد ورزش والیبال در بازی‌های المپیک تابستانی بود که در سال ۱۹۹۶ برگزار شد.

## جدول مدال‌ها
| رتبه | کشور                | طلا | نقره | برنز | مجموع |
| ۱    | برزیل               | ۱   | ۱    | ۱    | ۳     |
| ۲    | ایالات متحده آمریکا | ۱   | ۱    | ۰    | ۲     |
| ۳    | هلند                | ۱   | ۰    | ۰    | ۱     |
| ۳    | کوبا                | ۱   | ۰    | ۰    | ۱     |
| ۵    | چین                 | ۰   | ۱    | ۰    | ۱     |
| ۵    | ایتالیا             | ۰   | ۱    | ۰    | ۱     |
| ۷    | استرالیا            | ۰   | ۰    | ۱    | ۱     |
| ۷    | کانادا              | ۰   | ۰    | ۱    | ۱     |
| ۷    | یوگسلاوی            | ۰   | ۰    | ۱    | ۱     |